# Groot Kinderdictee der Nederlandse Taal
Het Groot Kinderdictee der Nederlandse Taal was een spellingwedstrijd die elk jaar in december werd gehouden, net als het Groot Dictee. Het werd uitgezonden op Nederland 3 op de zaterdag voor de uitzending van het Groot Dictee. 
Het grote verschil was dat aan deze wedstrijd alleen kinderen van 11 en 12 jaar meededen. Het dictee werd, in tegenstelling tot het Groot Dictee, voorgelezen door Jurre Bosman, presentator van het Schooltv-weekjournaal. Maar het vond wel plaats in de vergaderzaal van de Eerste Kamer der Staten-Generaal in Den Haag. Er namen 60 kinderen uit Nederland aan deel. Tot 2007 waren dat 40 Nederlandse en 20 Vlaamse kinderen. In 2012 werd het Groot Kinderdictee der Nederlandse Taal voor het laatst uitgezonden. Het Groot Dictee werd in 2016 voor het laatst uitgezonden.

## Lijst van winnaars Groot Kinderdictee
| Jaar | Titel van het dictee                       | Winnaar                                    | Land(sdeel) | Aantal fouten (gemiddelde) |
| ---- | ------------------------------------------ | ------------------------------------------ | ----------- | -------------------------- |
| 2004 | "Gekrakeel"                                | Anneleen Denoo                             | Vlaanderen  | 0 (10)                     |
| 2005 | "Echt gebeurd"                             | Dennis Geleyn                              | Vlaanderen  | 5 (20)                     |
| 2006 | "In het ogenschijnlijk ongevaarlijke woud" | Kirsten van der Elst                       | Vlaanderen  | 1 (11)                     |
| 2007 | "Spiegeltje, spiegeltje"                   | Lindsay Luisterburg                        | Nederland   | 4 (14)                     |
| 2008 | "Spreekbeurten"                            | Bibi van Wijnsberge en Marlinde van Roekel | Nederland   | 2 (11)                     |
| 2009 | "Poëzie"                                   | Simon Hellendall en Isa Houtbeckers        | Nederland   | 1                          |
| 2010 | "Mug"                                      | Luuk Smarius                               | Nederland   | 1 (7)                      |
| 2011 | "Meester Jaap vertelt"                     | Bram Strikwerda                            | Nederland   | 5 (12)                     |
| 2012 | "Dertien en een half"                      | Thuy An Nguyen en Jerry Chao Xu Zhuo       | Nederland   | 6 (11)                     |